# Nicolas Portier
Pour les articles homonymes, voir Portier (homonymie).
Nicolas Portier, né le 3 mars 1982, est un ancien joueur de rugby à XV et à sept français ayant évolué au poste de troisième ligne aile notamment au sein de l'effectif du Lyon OU (1,93 m pour 105 kg).
Depuis 2003 il entraîne l'équipe de rugby de l'École de management de Lyon (champion de France des écoles de commerce 2007). Il fait partie du staff du LOU Rugby en tant qu'analyste vidéo.

## Carrière
- Jusqu'en 2005 : CS Bourgoin-Jallieu
- 2005-2011 : Lyon OU

## Palmarès
- Équipe de France Universitaire : 3 sélections en 2004 (Pays de Galles U, Italie A, Angleterre U), 1 essai
- Équipe de France de rugby à sept (participation aux tournois de Tanger, Londres et Édimbourg 2007)
- Vainqueur du tournoi de Tanger : 2007